# Světová škola
Světová škola je projekt oceňující mateřské, základní a střední školy, které se zajímají o globální témata a které do výuky začleňují různé projekty týkající se právě globální problematiky.
Ocenění (certifikát) Světová škola bylo uděleno téměř 300 školám v Evropě, z toho 96 jich je z České republiky.
Projekt se řídí heslem: Uč se - zjišťuj - jednej! 

## Partneři projektu
- Česká rozvojová agentura
- Člověk v tísni (Varianty)
- ARPOK
- ADRA